# وسام القديسة حنة
وسام القديسة حنة يسمى أيضاً وسام القديسة آنا ((بالروسية: Орден Святой Анны)‏ ؛ أنشأها كارل فريدريش دوق هولشتاين-غوتورب، في 14 فبراير 1735، تكريما لزوجته آنا بتروفنا، ابنة بطرس الأكبر في روسيا. شعار الرهبنة هو («لأولئك الذين يحبون العدالة والتقوى والإخلاص»).
يوم المهرجان هو 3 فبراير (نمط جديد، 16 فبراير). في الأصل، كان وسام القديسة آنا هو رتبة سلالة من الفروسية؛ ولكن بين عامي 1797 و 1917 كان لها وضع مزدوج كنظام سلالة ونظام دولة. دائمًا ما يكون رأس البيت الإمبراطوري لروسيا هو سيد النظام الإمبراطوري للقديسة آنا.
استمر منح وسام القديسة آنا بعد الثورة من قبل الدوق الأكبر كيريل فلاديميروفيتش والدوق الأكبر فلاديمير كيريلوفيتش والدوقة الكبرى ماريا فلاديميروفنا. اليوم، تم الاعتراف بالترتيب الإمبراطوري الروسي للقديسة آنا، الذي منحته الدوقة الكبرى ماريا فلاديميروفنا، باعتباره وسام الفروسية من قبل ICOC المدارة بشكل خاص  باعتباره استمرارًا لأمر ما قبل الثورة، وتمت الموافقة على ارتدائه مع الجيش الزي الرسمي من قبل الاتحاد الروسي، ولكن ليس من قبل بعض أعضاء جمعية عائلة رومانوف.
مُنحت عضوية الوسام لمسيرة مهنية متميزة في الخدمة المدنية أو للبسالة والخدمة المتميزة في الجيش. منح وسام القديسة آنا الحاصلين على الدرجة الأولى من النبلاء الوراثي، ومتلقي الطبقات الدنيا إلى النبلاء الشخصيين. بالنسبة للمستلمين العسكريين، تم منحها بالسيوف. يتم منحها الآن عادةً لخدمة جدارة للبيت الإمبراطوري في روسيا.
تلقى الحاصلون على وسام القديس أندرو (KA) (بما في ذلك الدوقات الكبرى، الذين حصلوا على الأمر عند المعمودية، وأمراء الدم الإمبراطوري، الذين حصلوا عليه بأغلبية) في نفس الوقت الدرجة الأولى من وسام القديسة آنا. كان الإمبراطور نفسه هو السيد الأكبر الوراثي للأمر.

## تاريخ الوسام
في البداية، لم يكن للوسام سوى فئة واحدة وسميت «وسام آنا». نصت قوانين الأمر الصادر عام 1735 على أن تكون الشارة الرئيسية عبارة عن صليب ذهبي مطلي بالمينا باللون الأحمر، مع صورة للقديسة آن مرسومة على مركز الصليب؛ ظهر على ظهره الأحرف الأولى "AIPF" (لـ "Anna Imperatoris Petri Filia": «Anna ، ابنة الإمبراطور بيتر» باللاتينية). تختصر الأحرف نفسها أيضًا الشعار اللاتيني (نظرًا لأن الحرف "J" لم يكن موجودًا في اللاتينية، كان "Iustitiam" هو التهجئة الأصلية للكلمة التي تم عرضها الآن "Justitiam").
في عام 1742، أعلن كارل بيتر أولريش، نجل الدوق كارل فريدريش، الوريث الروسي الظاهر. بعد وصوله إلى روسيا، قدم الأمر إلى العديد من رجال الحاشية. في 15 أبريل 1797، أنشأ ابنه ، إمبراطور روسيا بول الأول، الأمر كجزء من نظام الشرف الإمبراطوري الروسي وقسمه إلى ثلاث فئات، وأطلق عليه اسم «وسام القديسة آنا». أضاف الإمبراطور ألكسندر الأول فصلًا رابعًا في عام 1815.
تلقى الحاصلون على وسام القديس أندرو (بما في ذلك الدوقات الكبرى، الذين حصلوا على الأمر عند المعمودية، وأمراء الدم الإمبراطوري، الذين حصلوا عليه بأغلبية) في نفس الوقت الدرجة الأولى من وسام القديسة آنا. كان الإمبراطور نفسه رئيسًا وراثيًا للأمر.
يشير عنوان قصة تشيخوف الشهيرة آنا على العنق إلى كل من المنظمة وإلى البطلة.
في الفصل الرابع من الجريمة والعقاب ، يخمن راسكولينكوف أن لوزين يجب أن يكون لديه، «... آنا في عروته وأنه يرتديها عندما يذهب لتناول العشاء مع المقاولين أو التجار.»

## الشارة

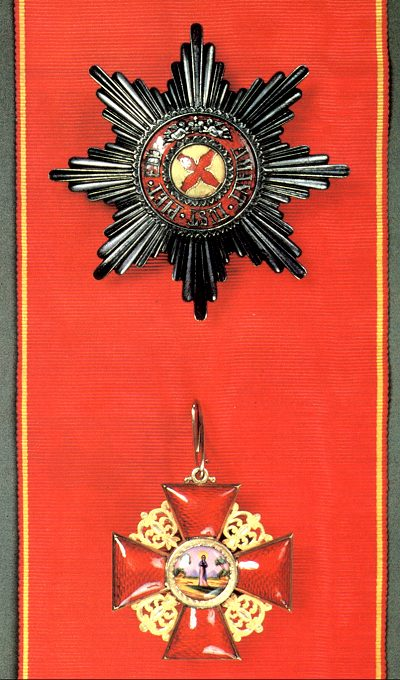
وسام القديسة آنا من الدرجة الأولى
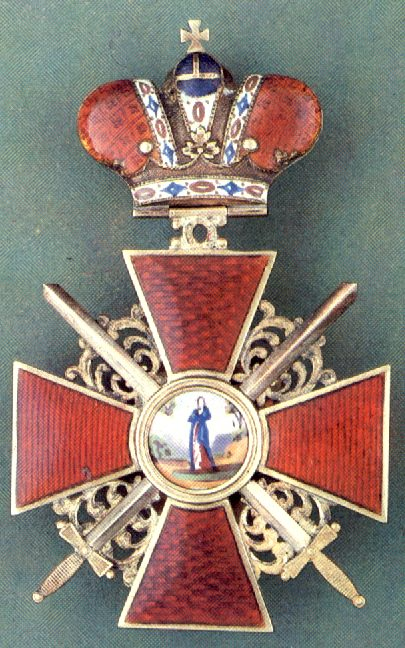
وسام القديسة آنا من الدرجة الثانية (المثال الموضح هو "بالسيوف" للشجاعة في المعركة والتاج)
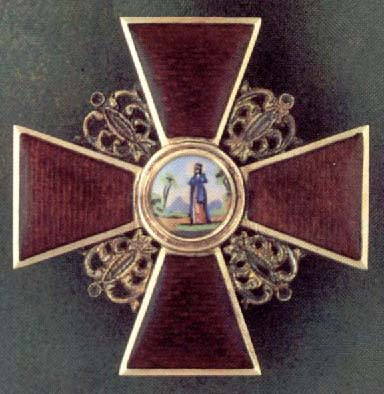
وسام القديسة آنا من الدرجة الثالثة
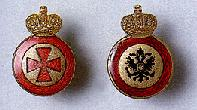
وسام القديسة آنا ، من الدرجة الرابعة (كان من الممكن أن تُمنح شارة النسر الإمبراطوري لشخص غير مسيحي ، اعتُبر الصليب المسيحي غير مناسب له)

## طرق الإرتداء

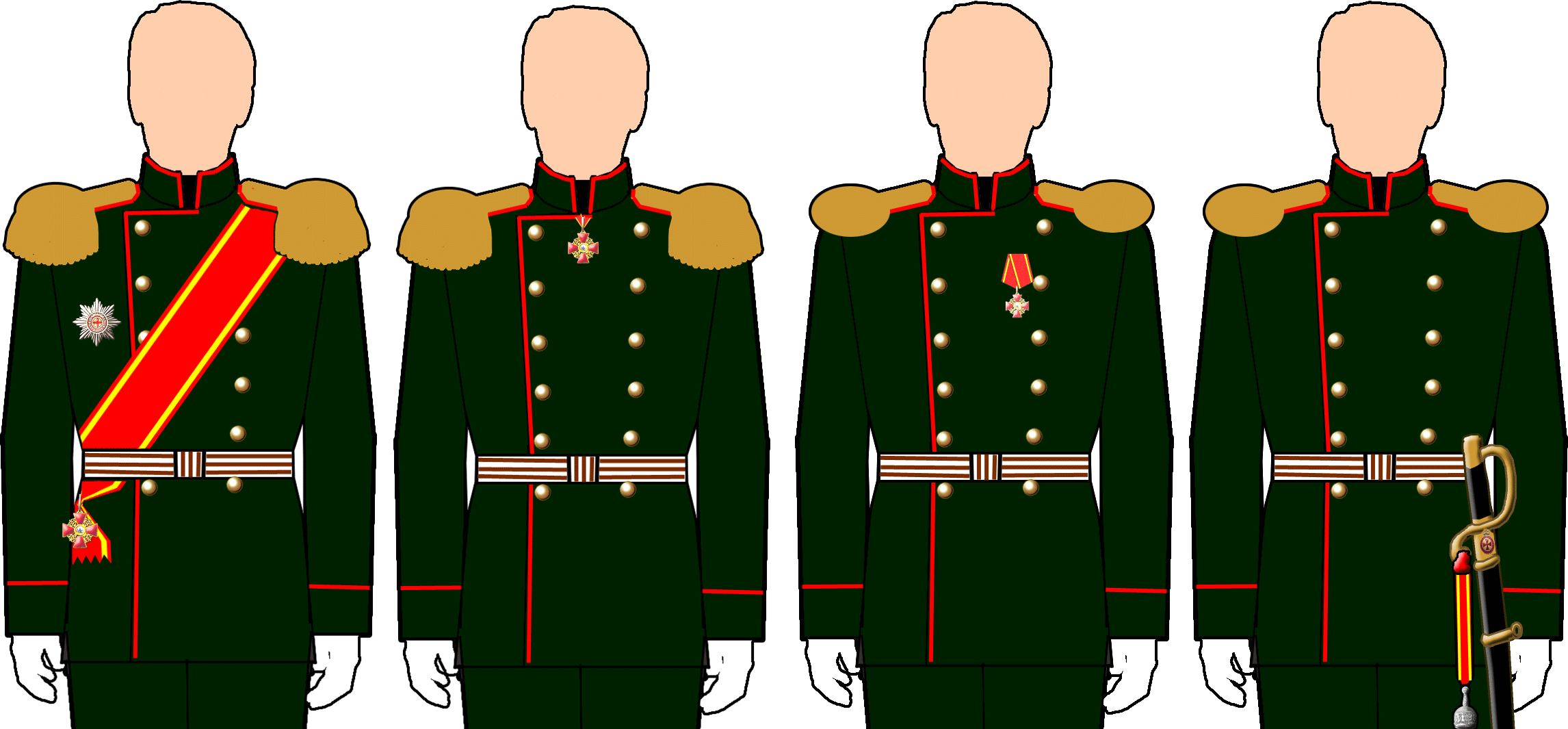

- الدرجة الأولى : صليب يلبس عند قوس شريط عريض (بعرض عشرة سنتيمترات، يلبس فوق الكتف الأيسر)، على الفخذ الأيمن؛ نجمة النظام (قطرها حوالي 95 ملم) تلبس على الثدي الأيمن
- الفئة الثانية : صليب يلبس على شريط العنق بعرض 45 ملم
- الدرجة الثالثة : صليب يلبس على الشريط الأيسر، معلق من شريط بعرض 28 ملم
- الفئة الرابعة : صليب محمولة على حلق سلاح ذو حواف، جنبًا إلى جنب مع عقدة سيف ذات شرابات فضية لشريط الأمر

كان شريط الميدالية أحمر مع حواف صفراء ضيقة.
لن يرتدي متلقي الطبقات العليا من الأمر شارات الطبقات الدنيا، إلا إذا حصل أيضًا على الدرجة الرابعة (التي تحمل شاراتها على مقبض السيف أو أي سلاح ذي حواف أخرى).

## روابط خارجية
- باللغة الروسية Order of St. Anna
- باللغة الروسية History of the order of St. Anna